# Hollywood Boulevard (film)
Hollywood Boulevard è un film del 1976 diretto da Joe Dante e da Allan Arkush.